# Origin (plateforme de distribution numérique)
 (juin 2025).
Origin (anciennement EA Store) est une plateforme de distribution numérique, avec système de gestion des droits numériques d'Electronic Arts, qui permet aux utilisateurs d'acheter des jeux sur Internet pour PC et plateformes mobiles, et les télécharger avec le client d'origine (anciennement EA Download Manager, EA Downloader et EA Link).
Origin a des fonctionnalités sociales comme la gestion des profils, de discussion avec des amis avec de la messagerie instantanée et vocale, la possibilité de rejoindre directement une partie dans un jeu, le partage de la bibliothèque de jeux et l'intégration communautaire avec des sites de réseaux sociaux comme Facebook, Xbox Live et PlayStation Network. Origin est ciblé pour correspondre à son principal concurrent Steam d'ici la fin de mars 2012, en ajoutant le système cloud, mise à jour automatique, les succès et les récompenses, et multiplateforme.

## Critiques
La plateforme a été fortement pointée du doigt après la sortie du jeu Battlefield 3 pour son contrat qui demande à l'utilisateur d'autoriser Origin à consulter le disque-dur de l'utilisateur, d'envoyer les données collectées sur les serveurs EA, ainsi que de les revendre à des entreprises.

## Jeux avec activation sur Origin
- Alice: Madness Returns
- Anthem
- Apex Legends
- A Way Out
- Battlefield 3
- Battlefield 4
- Battlefield Hardline
- Battlefield 1
- Command & Conquer: The Ultimate Collection
- Crysis 3
- Dead Space 3
- Dragon Age: Inquisition
- Fe
- FIFA 12
- FIFA 13
- FIFA 14
- FIFA 15
- FIFA 16
- FIFA 17
- FIFA 18
- FIFA 19
- FIFA 20
- FIFA Manager 12
- FIFA Manager 13
- FIFA Manager 14
- Mass Effect 3
- Mass Effect: Andromeda
- Medal of Honor: Warfighter
- Mirror's Edge Catalyst
- Need for Speed: Most Wanted (2012)
- Need for Speed: Rivals
- Need for Speed: The Run
- Need for Speed (2015)
- Need for Speed Payback
- Need for Speed Heat
- Plants vs. Zombies: Garden Warfare
- Plants vs. Zombies: Garden Warfare 2
- Plants vs. Zombies : La Bataille de Neighborville
- SimCity (2013)
- Star Wars Battlefront (2015)
- Star Wars Battlefront II (2017)
- Syndicate (2012)
- The Sims 4
- Titanfall
- Titanfall 2
- Unravel
- Unravel 2

## Jeux avec Origin Access
| Num. | Titre                                  | Date de sortie    | Date d'ajout     | Notes                            |
| ---- | -------------------------------------- | ----------------- | ---------------- | -------------------------------- |
| 1    | Battlefield 3                          | 25 octobre 2011   | 12 janvier 2016  |                                  |
| 2    | Battlefield 4                          | 29 octobre 2013   | 12 janvier 2016  |                                  |
| 3    | Battlefield Hardline                   | 17 mars 2015      | 12 janvier 2016  |                                  |
| 4    | Dead Space                             | 20 octobre 2008   | 12 janvier 2016  |                                  |
| 5    | Dead Space 2                           | 25 janvier 2011   | 12 janvier 2016  |                                  |
| 6    | Dead Space 3                           | 5 février 2013    | 12 janvier 2016  |                                  |
| 7    | Dragon Age: Origins                    | 3 novembre 2009   | 12 janvier 2016  |                                  |
| 8    | Dragon Age II                          | 8 mars 2011       | 12 janvier 2016  |                                  |
| 9    | Dragon Age: Inquisition                | 18 novembre 2014  | 12 janvier 2016  |                                  |
| 10   | FIFA 15                                | 23 septembre 2014 | 12 janvier 2016  |                                  |
| 11   | Need for Speed Rivals                  | 19 novembre 2013  | 12 janvier 2016  |                                  |
| 12   | Plants vs. Zombies: Garden Warfare     | 24 juin 2014      | 12 janvier 2016  |                                  |
| 13   | SimCity                                | 6 mars 2013       | 12 janvier 2016  |                                  |
| 14   | The Sims 3 Starter Pack                | 2 juin 2009       | 12 janvier 2016  |                                  |
| 15   | This War of Mine                       | 14 novembre 2014  | 12 janvier 2016  |                                  |
| 16   | Torchlight II                          | 20 septembre 2012 | 26 février 2016  | Non disponible en France         |
| 17   | Titanfall                              | 11 mars 2014      | 22 mars 2016     | Non disponible en Afrique du Sud |
| 18   | The Banner Saga                        | 14 janvier 2014   | 5 avril 2016     |                                  |
| 19   | FIFA 16                                | 22 septembre 2015 | 19 avril 2016    |                                  |
| 20   | Dungeons of Dredmor                    | 13 juillet 2011   | 25 mai 2016      |                                  |
| 21   | Mass Effect                            | 28 mai 2008       | 25 mai 2016      |                                  |
| 22   | Mass Effect 2                          | 26 janvier 2010   | 25 mai 2016      |                                  |
| 23   | Mass Effect 3                          | 6 mars 2012       | 25 mai 2016      |                                  |
| 24   | Medal of Honor: Allied Assault         | 22 janvier 2002   | 25 mai 2016      |                                  |
| 25   | Peggle                                 | 27 février 2007   | 25 mai 2016      |                                  |
| 26   | Trine                                  | 3 juillet 2009    | 25 mai 2016      |                                  |
| 27   | Trine 2                                | 7 décembre 2011   | 25 mai 2016      |                                  |
| 28   | Unravel                                | 9 février 2016    | 16 juillet 2016  |                                  |
| 29   | Need for Speed                         | 15 mars 2016      | 16 juillet 2016  |                                  |
| 30   | Plants vs. Zombies: Garden Warfare 2   | 23 février 2016   | 30 août 2016     |                                  |
| 31   | Mirror's Edge                          | 12 janvier 2009   | 9 novembre 2016  |                                  |
| 32   | Mirror's Edge: Catalyst                | 7 juin 2016       | 9 novembre 2016  |                                  |
| 33   | Star Wars Battlefront (Édition ultime) | 17 novembre 2015  | 13 décembre 2016 |                                  |
| 34   | Les Sims 4 (Édition Digitale Deluxe)   | 2 septembre 2014  | 12 juillet 2017  |                                  |
| 35   | Oxenfree                               | 15 janvier 2016   | 12 juillet 2017  |                                  |
| 36   | Rebel Galaxy                           | 20 octobre 2015   | 12 juillet 2017  |                                  |
| 37   | Titanfall 2                            | 28 octobre 2016   | 1er août 2017    |                                  |
| 38   | Battlefield 1                          | 21 octobre 2016   | 9 août 2017      |                                  |
| 39   | The Witness                            | 26 janvier 2016   | Mars 2018        |                                  |
| 40   | Wasteland 2: Director's Cut            | 13 octobre 2015   | Mars 2018        |                                  |